# Жмеринський провулок (Київ, Куренівка)
Жме́ринський прову́лок — зниклий провулок, що існував у Подільському районі міста Києва, місцевість Куренівка. Пролягав від Тагільської вулиці до тупика.

## Історія
Провулок виник у середині XX століття під назвою 216-та Нова вулиця. Назву Жмеринський провулок набув 1953 року.
Ліквідований 1977 року у зв'язку зі зміною забудови.